# Protocol No callem

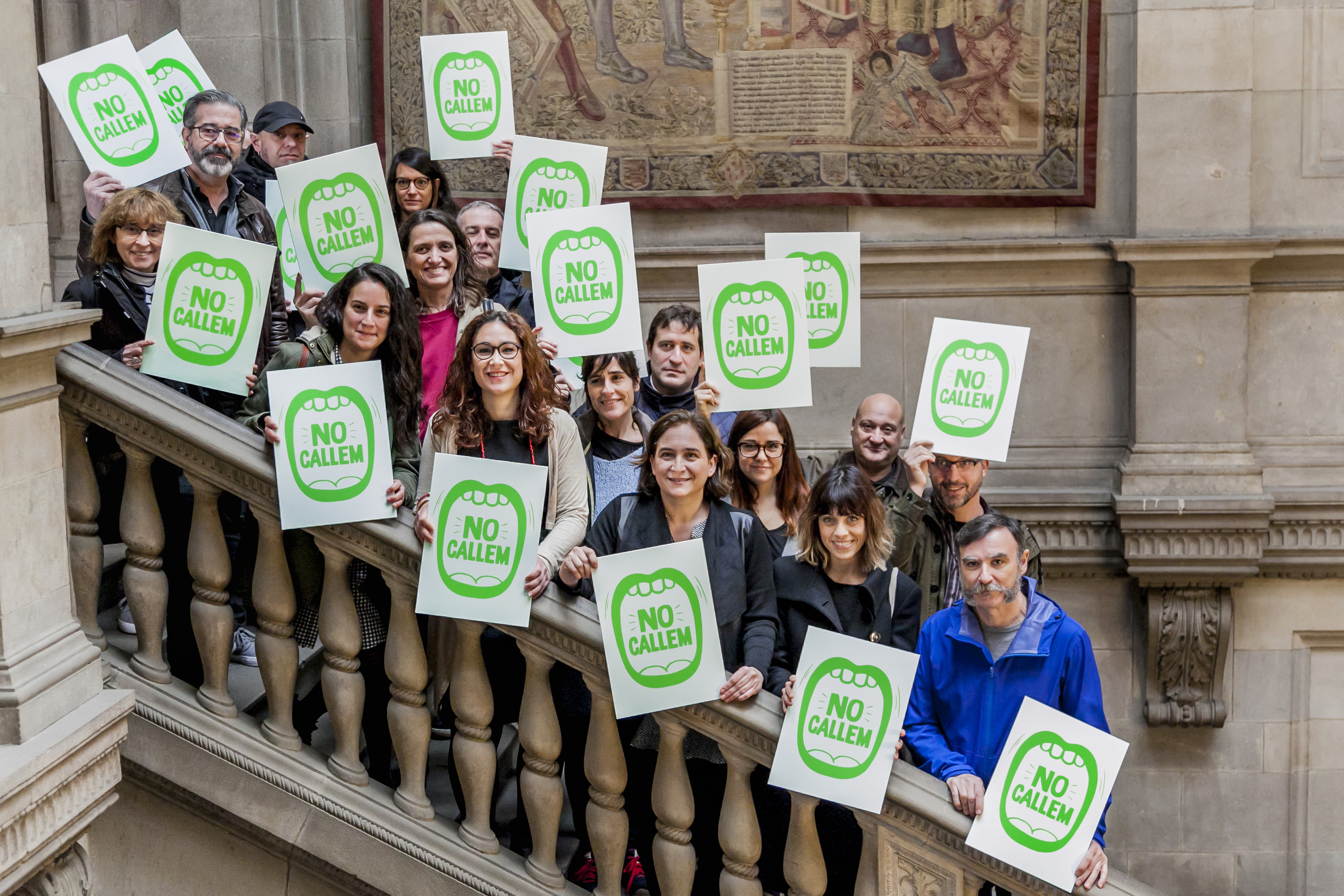
Barcelona crea un protocol per actuar contra les agressions i els assetjaments sexuals en espais d’oci nocturn privat

El protocol 'No callem' és un protocol d'actuació contra les agressions sexuals a espais privats d'oci nocturn impulsat per la regidoria de Feminismes i LGTBI de l'Ajuntament de Barcelona el 2018, sota el Govern municipal d'Ada Colau. El protocol està enfocat a locals d'oci nocturn, discoteques, sales de concert, bars, bars musicals i festivals. Busca que els treballadors i responsables dels locals tinguin un rol actiu en la detecció i atenció a les víctimes de violència masclista. El 2023, l'aplicació d'aquest protocol per part de treballadors de la discoteca Sutton va donar inici al procés judicial per presumpta agressió sexual contra el futbolista Dani Alves.
El desenvolupament del protocol a les sales es va veure interromput per la pandèmia de Covid i va ser reactivat al novembre del 2022 amb millores en la formació, el seguiment de casos i la coordinació amb l'Ajuntament. A finals del 2022 s'havien adherit al protocol 25 sales d'oci de Barcelona, com Razzmatazz, Sidecar, Sala Apolo, Luz de Gas, Arena i Plataforma; vuit festivals de música, com el Primavera Sound, el Sónar i el Cruïlla, i sis equipaments, como el Palau Sant Jordi, l'Estadi Olímpic, el Poble Espanyol, el Parc del Fòrum i el Centre Cultural Albareda.

## Recomanacions del protocol
El protocol suposa una guia de recomanacions sobre com atendre la persona agredida i com actuar amb la persona agressora. Contempla prioritzar l'atenció a la persona agredida sobre la persecució del delicte o de l'agressor, respectar les decisions de la víctima i no centrar-se en el procediment penal. Respecte a la persona agressora, recomana evitar les mostres de complicitat amb ella encara que sigui per a rebaixar la tensió, mostrar un rebuig clar cap a la seva actitud i involucrar a l'entorn de l'agressor en aquest mateix rebuig.
El protocol planteja mesures de prevenció, detecció i atenció de possibles casos d'agressió sexual. Com a prevenció recomana no aplicar criteris sexistes d'accés a la sala (com ara begudes o entrades gratis per a un dels sexes), avisar que no es permetrà l'accés a qui assetgi o agredeixi sexualment una altra persona, vigilar les zones fosques de la sala i disposar d'un correu electrònic perquè les persones usuàries puguin denunciar situacions d'agressió, entre altres mesures. Algunes de les accions de detecció recomanades són formar al personal i prestar especial atenció a les persones usuàries que han consumit alcohol o drogues. Entre les recomanacions d'atenció estan comptar amb una sala en la qual es pugui atendre la persona agredida i disposar d'una persona específica a la sala per a prestar una primera atenció d'urgència.

## Cas Dani Alves
El protocol es va fer especialment conegut el 2023 arran del cas del futbolista Dani Alves, qui va ser detingut després de ser denunciat per una dona de 23 anys a causa d'una presumpta violació ocorreguda el 30 de desembre del 2022 dins de la discoteca Sutton de Barcelona.
Seguint les instruccions del protocol, la dona va ser atesa pels vigilants de seguretat de la sala, conduïda a una sala on va estar acompanyada per personal del local, els responsables de la discoteca van avisar a la policia i va ser derivada a l'hospital.

## Agressions sexuals a espais públics
Del total d'agressions masclistes ocorregudes a Catalunya el 2022 el 33,4% van ser a espais públics i el 19,9% a espais d'oci L'Hospital Clínic de Barcelona, centre de referència a la ciutat per a l'atenció a víctimes de violència sexual, va atendre el 2022 un 51% més de casos d'agressions sexuals que el 2021. El 65% de les víctimes agredides que van ser ateses el 2022 a l'Hospital Clínic estaven sortint de festa i el 17% de les agressions es van cometre a locals d'oci nocturn.
L'Associació de Salas de Concerts de Catalunya (ASACC) ha reclamat que el protocol s'estengui a altres llocs on hi ha grans concentracions de persones, com el metro, els camps de fútbol i els instituts. El president de d'ASACC, Lluís Torrents, ha demanat que el protocol passi de ser una recomanació voluntària a una normativa d'obligat compliment i s'implanti més enllà del sector de l'oci nocturn.

## Altres ciutats
Després de la difusió del protocol 'No callem' arran del cas de Dani Alves, altres ciutats espanyoles van anunciar la posada en marxa d'iniciatives similars. L'Ajuntament de València va assegurar que importaria el protocol de Barcelona contra les agressions sexuals, la ciutat de Múrcia va començar a redactar un protocol similar, i la Corunya es va mostrar favorable a dissenyar un protocol similar, entre d'altres.